# لویی فاستر
لویی فاستر (انگلیسی: Louis Fourestier; ۳۱ مهٔ ۱۸۹۲ – ۳۰ سپتامبر ۱۹۷۶) رهبر (موسیقی)، و آهنگساز اهل فرانسه بود.
وی همچنین برندهٔ جوایزی همچون لژیون دونور و جایزه بزرگ رم شده‌است.